# Rhizlane Siba
Rhizlane Siba (sinh ngày 29 tháng 2 năm 1996) là một vận động viên điền kinh và điền kinh người Maroc , người thi đấu ở môn nhảy cao. Cô đã vô địch châu Phi ở tuổi trẻ, cơ sở mức độ và cấp cao, chiến thắng danh hiệu lục địa chính tại các giải vô địch châu Phi 2014 môn Điền kinh. Cô cũng hai lần giành huy chương vàng tại Giải vô địch điền kinh Ả Rập (chiến thắng lần đầu tiên ở tuổi mười lăm) và là người chiến thắng Pan Arab Games 2011. Điểm tốt nhất của cô ấy là 1.83 m (6 ft 0 in) là kỉ lục Ma-rốc.
Con gái của Ahmed và Aicha Siba, cô lớn lên cùng với hai anh chị em của mình, Zineb và Amin. Cô đã giành được học bổng để theo học Đại học bang Kansas và học quản trị kinh doanh. Trong khi ở đó, cô thi đấu cho Kansas State Wildcats và lọt vào top 6 tại Giải vô địch hội nghị Big 12.

## Kỉ lục quốc tế
| Năm  | Giải đấu                     | Địa điểm                     | Thứ hạng | Nội dung     | Chú thích |
| ---- | ---------------------------- | ---------------------------- | -------- | ------------ | --------- |
| 2011 | Arab Championships           | Al Ain, United Arab Emirates | 1st      | High jump    | 1.76 m    |
| 2011 | Pan Arab Games               | Doha, Qatar                  | 1st      | High jump    | 1.76 m    |
| 2012 | African Championships        | Porto Novo, Benin            | 3rd      | High jump    | 1.75 m    |
| 2013 | African Youth Championships  | Warri, Nigeria               | 1st      | High jump    | 1.80 m    |
| 2013 | African Youth Championships  | Warri, Nigeria               | 3rd      | Medley relay | 2:23.83   |
| 2013 | Arab Championships           | Doha, Qatar                  | 1st      | High jump    | 1.76 m    |
| 2013 | World Youth Championships    | Donetsk, Ukraine             | 3rd      | High jump    | 1.79 m    |
| 2013 | African Junior Championships | Bambous, Mauritius           | 1st      | High jump    | 1.75 m    |
| 2014 | World Junior Championships   | Eugene, United States        | 20th (q) | High jump    | 1.79 m    |
| 2014 | African Championships        | Marrakesh, Morocco           | 1st      | High jump    | 1.80 m    |
| 2014 | IAAF Continental Cup         | Marrakesh, Morocco           | 6th      | High jump    | 1.79 m    |
| 2015 | African Junior Championships | Addis Ababa, Ethiopia        | 3rd      | High jump    | 1.75 m    |
| 2015 | Arab Championships           | Isa Town, Bahrain            | 2nd      | High jump    | 1.75 m    |
| 2016 | African Championships        | Durban, South Africa         | 5th      | High jump    | 1.73 m    |